# Feldkirch (Vorarlberg)

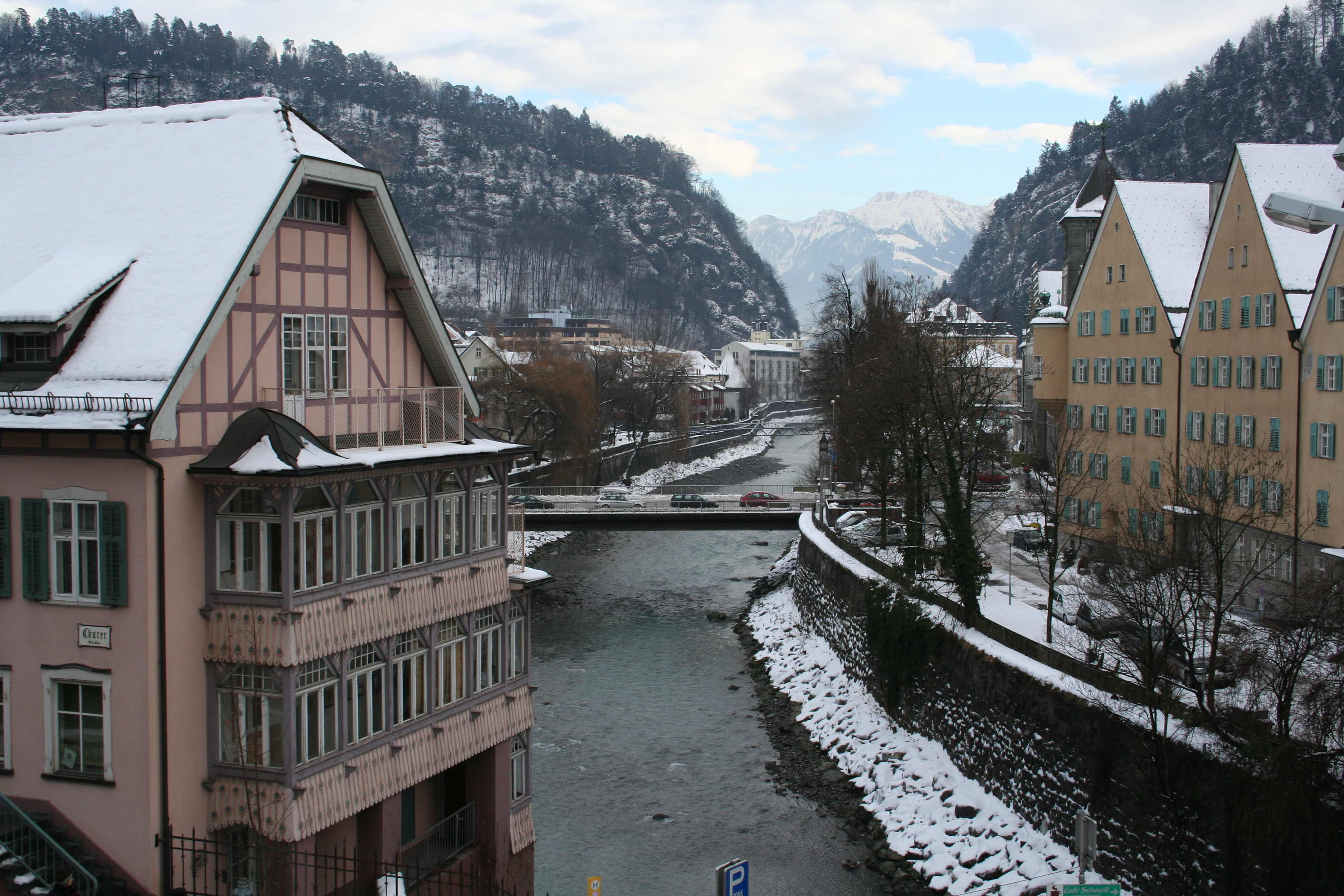
El río Ill, Feldkirch.

Feldkirch es una ciudad en el estado federado de Vorarlberg, en Austria, fundada en 1190. Está situada a 47°14´N 9°36´E y a una altitud de 458 m s. n. m., al oeste de Austria, fronteriza con Suiza y Liechtenstein. 
El río Ill atraviesa la ciudad antes de desembocar en el río Rin. La ciudad fue construida en la Edad Media al interior de un valle casi completamente rodeado de bosques y acantilados rocosos. Su ubicación estratégica cerca del Paso del Arlberg, la convirtió en una ciudad fuertemente fortificada en la Edad Media. Hoy, su población supera los 30.000 habitantes.
Es el centro administrativo del distrito de Feldkirch y la segunda ciudad más populosa en Vorarlberg, después de Dornbirn, es incluso levemente mayor a Bregenz, la capital del estado.
Feldkirch es también el nombre de la comarca (de las cuatro en que se divide Vorarlberg), que incluye a la ciudad de Rankweil y otras.
Feldkirch consta de siete barrios: Altenstadt, Gisingen, Nofels, Tosters, Tisis, Levis, Feldkirch

## Cultura y lugares de interés

### Construcciones

#### Casco antiguo de Feldkirch
Feldkirch tiene uno de los paisajes medievales mejor conservados de Vorarlberg. La ciudad fue construida alrededor del año 1200 al mismo tiempo que el castillo de Schattenburg y tiene un sistema de cuadrícula geométrica. Desde que se reconstruyó la muralla de la ciudad alrededor del año 1500, la ciudad ha permanecido inalterada a lo largo de los siglos.
Desde 2015, el Ensemble Feldkirch está inscrito en la Lista Austríaca de Bienes Culturales (bienes culturales protegidos según la Convención de La Haya). La ciudad también es miembro de la Asociación de Pequeños Pueblos Históricos.

#### Ciudad fortificada
- Puerta Chur: El Churer Tor fue construido como parte de la antigua muralla de la ciudad en 1491 y está situado en la salida de la Montfortgasse hacia el Hirschgraben. El nombre deriva de la Churerstraße que comienza aquí. Porque junto a esta puerta se encontraba la cámara de sal hasta el último cambio de siglo, en la que se almacenaba la sal en esa época, también se la llama "puerta de la sal". En la pared del edificio hay un escudo de armas de piedra con el escudo de Feldkirch en un cartucho rodante (1591).

- En el Hirschgraben se encuentra la torre Katzenturm (también llamada "torre gruesa"). Fue construido entre 1491 y 1507 como parte de las fortificaciones de la ciudad contra los suizos bajo el gobierno del rey romano-alemán y posterior emperador Maximiliano I. En el siglo XVII se construyó el campanario de la gran campana de la iglesia (la más grande de Vorarlberg). La poderosa torre redonda de seis pisos fue decorada con una imagen de la Virgen María, que fue restaurada por Florus Scheel en el siglo XIX. El nombre proviene de los gatos (armas) que se alojaban en la torre fortificada.[2]

- Torre de polvo: La torre de 1460 se encuentra en la esquina sur de la muralla de la ciudad, cerca del Mühletor.

- Torre de agua: Está ubicada en el rincón oeste de la ciudad, al igual que la torre Diebesturm.

#### Castillos y palacios
- Castillo de Sombras: El Schattenburg fue la sede ancestral de los Condes de Montfort hasta 1390 y la primera fase de construcción se inició alrededor de 1230 bajo Hugo I de Montfort, fundador de la ciudad. Con el conde Friedrich von Toggenburg (1416-1436) y el alguacil Hans von Königsegg, el Schattenburg fue ampliado y rediseñado en el siglo XV.[3] Desde 1825, es propiedad de la ciudad de Feldkirch, que la adquirió por 833 florines en ese momento. El Schattenburg sirvió ahora como cuartel y más tarde como albergue para los pobres. En las habitaciones de la planta baja el castillo alberga un restaurante, en las plantas superiores funciona un museo de historia local, que atrae a unos 25.000 visitantes al año.

- Palais Liechtenstein: En su forma actual, la casa de la calle Schlossergasse n.º 8 fue construida en estilo barroco tras el incendio de 1697 como edificio de oficinas para el príncipe Johann Adam Andreas de Liechtenstein. En 1848 pasó a manos de la familia Tschavoll, de cuyos herederos adquirió la ciudad en 1967. Hoy en día el edificio se utiliza como archivo y biblioteca de la ciudad.

#### Iglesias, monasterios, capillas y otros lugares de culto
- Iglesia Parroquial de la Catedral de San Nicolás: Fue mencionada por primera vez en 1287. La iglesia catedral es la iglesia gótica más importante de Vorarlberg. Su significado se puede ver sobre todo en el interior. Entre otras obras de arte hay también un púlpito gótico de hierro forjado, que se originó en una casa sacramental original.[4]

- La Frauenkirche (Iglesia de la Anunciación y San Sebastián y San Antonio) está situada al sureste de la Puerta de Chur. Originalmente data de 1473, pero fue rediseñada en gran parte en 1672-1678; desde 1990, la iglesia parroquial ortodoxa serbia está equipada con iconostasio.

- Johanniterkirche: La iglesia de San Juan Bautista en Marktgasse fue construida en 1218 bajo el nombre de Hugo Conde Montfort como la Iglesia de la Orden de San Juan. Desde 1665 perteneció al monasterio de Ottobeuren.[5] Después de la secularización sirvió como iglesia de la escuela primaria de 1809 a 1969. En el lado del frontón, un caballero, el "Bläsi", toca una campana cada hora para indicar la hora.

- La Iglesia del Cementerio de San Pedro y San Pablo, construida en 1551, se encuentra en el centro del cementerio en el norte de la ciudad, que fue construido en 1549. Aquí también hay un escudo de armas de la lápida de Franz Ferdinand Ramschwag (1716).

- El Monasterio Capuchino de Feldkirch fue fundado en 1602. En 1605, el monasterio fue terminado en el noreste de la ciudad, fuera de las antiguas murallas de la ciudad, y la iglesia fue consagrada al sacrificio de la Virgen María. El santo patrón de la ciudad, San Fidelis de Sigmaringen, es especialmente venerado aquí, ya que en 1621 era el jefe del monasterio y su cabeza se conserva en el monasterio.

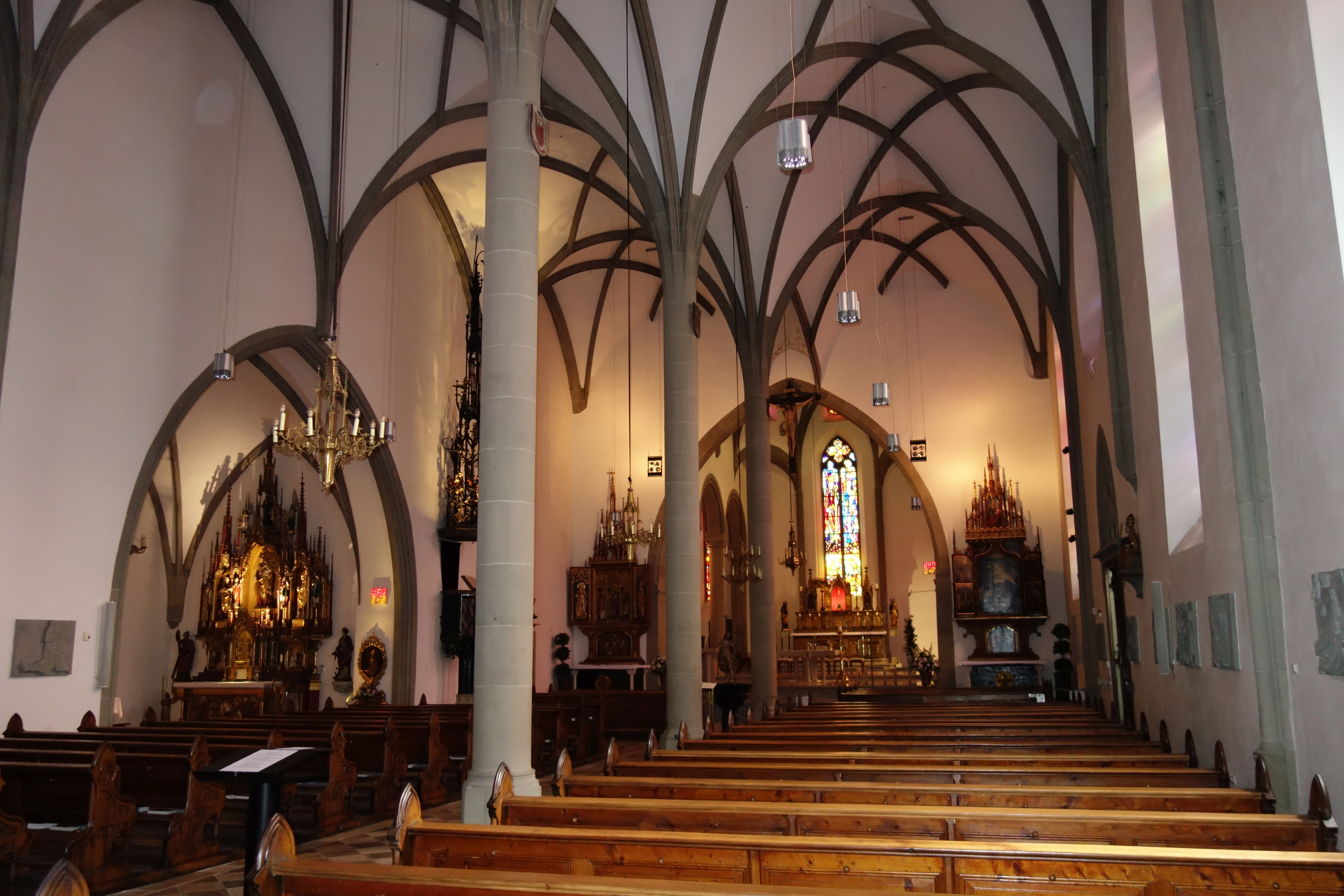
Dom St Nikolaus

#### Villas y otros edificios residenciales
La burguesía de Feldkirch construyó varios edificios residenciales representativos en el siglo XIX, la mayoría de los cuales siguen siendo de propiedad privada. 
- Villa Getzner: La villa de piedra arenisca, con cobertizo y casa de servicio, fue construida en 1882 según los planos del arquitecto suizo Hilarius Knobel. El edificio es un edificio protegido.
- Villa Feldegg: Esta villa fue construida en 1861, el arquitecto es desconocido. Se caracteriza por un risalit central elevado con cinco ejes de ventanas y un balcón con tres arcadas. Es un raro ejemplo del hecho de que la cultura de la construcción, en gran parte anónima, de la época de Biedermeier alcanzó la calidad de los primeros edificios Art Nouveau a pesar de sus accesorios historicistas.
- Villa Claudia: El edificio rojo Art Nouveau con torres de cebolla es ahora de propiedad pública y alberga la oficina de registro de Feldkirch. También es un lugar para exposiciones.

### Vida y eventos culturales

#### Teatro de Saumarkt
El Saumarkt es un importante mediador cultural regional que recoge las tendencias culturales actuales una y otra vez, las presenta localmente y las pone a debate. Además, se ofrecen regularmente estrenos y producciones propias en cooperación con profesionales de la cultura del país.

#### Festival Poolbar
Cada verano, en julio y agosto, el Poolbar-Festival ofrece conciertos, cine, cortometrajes, cabaret, recitales de poesía, concursos, actuaciones de moda, debates, etc. durante seis semanas. El lugar del evento es la antigua piscina cubierta de Stella Matutina en el Reichenfeldpark, justo al lado del centro de la ciudad. La institución, que se renueva cada verano, se determina a través de un concurso internacional de arquitectura. Las competiciones de arte y moda también enriquecen el festival.

#### Blosengelmarkt
Cada año, al comienzo del Adviento, este mercado comienza en el centro, que es un mercado navideño normal durante el día y que invita a quedarse con vino caliente por la noche.

#### Festival de malabaristas
Artistas callejeros de diez naciones actúan en el casco antiguo durante dos días como payasos, malabaristas, pantomimas y comediantes.

#### Vinobile Feldkirch
Más de 100 viticultores de todas las regiones vinícolas de Austria se presentan en la feria Vinobile.

#### Festival del Vino de Feldkirch
En julio se celebra en la Marktgasse el Feldkirch Wein Festival, conocido más allá de las fronteras del país. El evento fue introducido en 1967 y fue llamado Wachauer Weinfest en un principio. Los restaurantes y cafés presentan diversas especialidades de vino durante un fin de semana.

##### Lichtstadt Feldkirch
Lichtstadt Feldkirch es un festival urbano de Light Art. El arte de la luz se manifiesta en numerosos formatos, a menudo a través de géneros. Los objetos de luz, películas, proyecciones, mapeos y esculturas hacen del espacio, el tiempo y el espectador una parte activa de la obra.

##### POTENTIALe
POTENTIALe Messe & Festival  es una feria y un festival de artes en Feldkirch que se realizó por primera vez en 2007. En la feria y el festival, alrededor de 110 expositores presentan sus productos e ideas en un espacio de exposición de 3.373 m². Además de un mercado de antigüedades, hay talleres y grupos de discusión, un "laboratorio de diseño", exposiciones de fotografía, así como presentaciones de música y películas.